# زهره اخیانی
زهره اخیانی (زاده ۱۳۴۳) دبیرکل سازمان مجاهدین خلق در سال‌های ۱۳۹۰ تا ۱۳۹۶ بود.
اخیانی از طریق همسرش علینقی حدادی سازمان مجاهدین آشنا و به عضویت این سازمان درآمد. پس از ۳۰ خرداد ۱۳۶۰ به همراه همسرش معروف به فرمانده کمال به عراق رفته و در قرارگاه اشرف حاضر می‌شود. او نیز همانند سایر اعضا مجاهدین در جریان انقلابات مختلف داخلی مجموعه از همسرش جدا شده و به فعالیت‌های خود در داخل سازمان ادامه می‌دهد. وی در سال ۱۳۹۰ به سمت دبیرکلی این حزب انجام می‌شود.
او از ازدواج خود با حدادی دارای یک دختر است.